# Rogljevo
Rogljevo (en serbe cyrillique : Рогљево) est un village de Serbie situé dans la municipalité de Negotin, district de Bor. Au recensement de 2011, il comptait 123 habitants.
Le village est connu depuis plus de 2 000 ans comme un lieu de production de vin ; aujourd'hui encore ses cuvées sont vendues dans le monde entier dans les grands restaurants.

## Histoire
Rogljevo abrite environ 150 celliers (en serbe cyrillique : Рогљевске пивнице ; en serbe latin : Rogljevske pivnice) qui datent du XVIIIe siècle au XXe siècle ; ils sont inscrits sur la liste des entités spatiales historico-culturelles d'importance exceptionnelle de la république de Serbie et, en même temps que ceux de Rajac et de Štubik, ils ont été présentés pour une inscription au patrimoine mondial de l'UNESCO.

## Démographie
| 1948 | 1953 | 1961 | 1971 | 1981 | 1991 | 2002 | 2011 |
| ---- | ---- | ---- | ---- | ---- | ---- | ---- | ---- |
| 633  | 614  | 574  | 454  | 351  | 258  | 183  | 123  |

|  |